# Repêchage amateur de la LNH 1965
1964 1966
Le  repêchage amateur 1965 est le troisième repêchage de la Ligue nationale de hockey (LNH), ligue professionnelle de hockey sur glace en Amérique du Nord. Ce repêchage a lieu le 27 avril 1965 à l'hôtel Reine Élizabeth à Montréal au Québec, province du Canada.
Seulement onze joueurs sont choisis par les équipes de la LNH et une équipe de la Ligue américaine de hockey. Tous sont canadiens, et parmi eux, seulement deux joueurs connaîtront une carrière professionnelle notable : Pierre Bouchard et Michel Parizeau.

## Contexte

### L'ordre de sélection
L'ordre de sélection est déterminé par le classement de la saison 1962-1963 et chaque année l'ordre de sélection des équipes avance d'un rang ; ainsi, les Bruins de Boston ayant choisi en deuxième au cours du repêchage précédent reçoivent le premier choix de la séance. L'ordre de sélection théorique pour le repêchage de 1965 est le suivant : Bruins de Boston, Rangers de New York, Black Hawks de Chicago, Maple Leafs de Toronto, Canadiens de Montréal et enfin Red Wings de Détroit. L'ordre de sélection tournant ne sera abandonné qu'avant le repêchage 1967 lorsqu'il sera décrété de prendre l'ordre inverse du classement pour établir l'ordre de sélection.

### La spécificité de Montréal
En raison de la différence culturelle existante des Canadiens de Montréal avec les autres équipes ainsi que leur longue tradition de club de Canadiens français, l'équipe a toujours le droit de choisir – mais sans obligation – avant les autres équipes pour repêcher jusqu'à deux joueurs canadiens-français à la place de leur premier choix. Les Canadiens ne profiteront de la règle que lors des repêchages de 1968 et 1969 avant qu'elle ne soit modifiée. En 1969, il est en effet décidé que, pour que les Canadiens puissent dans le futur utiliser leur choix prioritaire, il faudrait auparavant que toutes les autres franchises soient d'accord ; le cas ne s'est plus jamais représenté.

### Joueurs éligibles
La LNH décide de faire évoluer la règle de l'âge minimum des joueurs participant au repêchage. Ainsi, au lieu de concerner les joueurs de 17 ans, les joueurs éligibles au repêchage sont ceux qui ont 18 ans. Comme lors du repêchage de 1954, l'autre condition pour qu'un junior puisse participer au repêchage est qu'il ne fasse pas encore partie d'une liste de parrainage par une équipe de la LNH. Cette condition qui semble anodine est en réalité importante puisque les meilleurs joueurs juniors sont quasiment tous déjà parrainés et donc il y a très peu de chance qu'un joueur junior de talent soit disponible au repêchage. Cette notion de parrainage disparaîtra en 1969.

### L'ouverture aux autres ligues
La Ligue nationale de hockey offre aux autres ligues d'Amérique du Nord l'occasion de participer au repêchage. Ainsi, la Ligue américaine de hockey (LAH) et la Western Hockey League (WHL) reçoivent le droit de choisir trois joueurs alors que les équipes de la Ligue centrale professionnelle de hockey (LCPH) reçoivent deux choix. Il est également décidé que les équipes des autres ligues puissent choisir mais uniquement une fois les choix des équipes de la LNH faits.

## Le repêchage de 1965

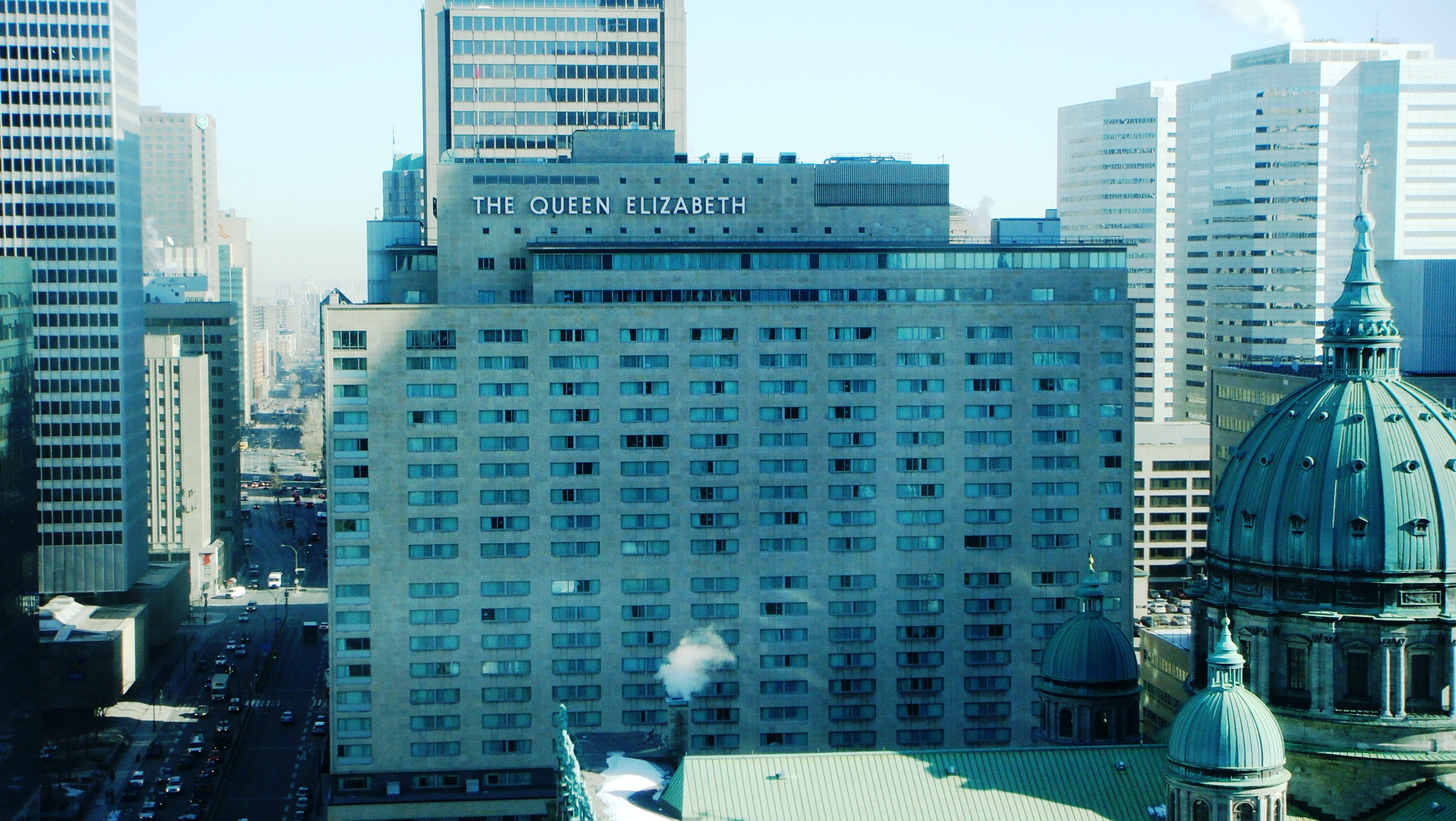
Le repêchage a lieu à hôtel Reine Élizabeth de Montréal.

Le repêchage a lieu le 27 avril 1965 dans l'hôtel Reine Élizabeth à Montréal, deuxième plus grand hôtel du Canada. En raison d'un manque de talents parmi les joueurs éligibles au repêchage, les Bruins décident de ne pas choisir en premier et les Maple Leafs ne participent pas du tout au repêchage. Les Hornets de Pittsburgh de la LAH sont l'unique équipe en dehors de la LNH à participer au repêchage. Onze joueurs sont sélectionnés, le premier étant André Veilleux.

### Premier tour
Veilleux est donc le premier choix du repêchage et est sélectionné par les Rangers de New York mais ne connaîtra jamais une carrière professionnelle. Andy Culligan, le deuxième choix de la séance, ne connaît pas une meilleure carrière puisqu'il ne dispute qu'une seule partie au niveau professionnel, avec les Flags de Port Huron de la Ligue internationale de hockey (LIH) durant la saison 1968-1969. George Forgie, le troisième joueur sélectionné, connaît une carrière un peu plus fournie puisqu'il évolue pendant trois saisons dans l'Eastern Hockey League avant de jouer la ligue de hockey senior de la Saskatchewan. Joe Bailey, le quatrième choix, est également un joueur sans notoriété jouant, au cours de la saison 1966-1967, cinq matchs avec les Flyers de Niagara Falls de l'Association de hockey de l'Ontario.
Pierre Bouchard, le cinquième choix du repêchage par les Canadiens de Montréal, est le premier des deux joueurs de la séance à avoir une belle carrière après le repêchage. Il est le fils d'Émile « Butch » Bouchard et joue entre 1970 et 1979 avec les Canadiens remportant cinq Coupes Stanley. Il rejoint ensuite les Capitals de Washington pour quatre dernières saisons.
| Rang | Équipe                 | Nationalité | Joueur          | Repêché de                               |
| ---- | ---------------------- | ----------- | --------------- | ---------------------------------------- |
| 1    | Rangers de New York    | Canada      | André Veilleux  | Rangers junior B de Montréal             |
| 2    | Black Hawks de Chicago | Canada      | Andy Culligan   | Équipe junior B de St. Michael's         |
| 3    | Red Wings de Détroit   | Canada      | George Forgie   | Bombers de Flin Flon                     |
| 4    | Bruins de Boston       | Canada      | Joe Bailey      | Équipe junior B de St. Thomas            |
| 5    | Canadiens de Montréal  | Canada      | Pierre Bouchard | Équipe junior B de Saint-Vincent-de-Paul |

### Deuxième tour
Michel Parizeau, dixième choix de la séance et deuxième pour les Rangers, est l'autre joueur célèbre du repêchage de 1965. Il ne joue qu'une soixantaine de rencontres dans la LNH au cours de la saison 1971-1972 mais rejoint dès la saison suivante l'Association mondiale de hockey. Entre 1972 et 1979, il joue dans l'autre grande ligue d'Amérique du Nord participant à plus de 500 rencontres de la ligue.
Bob Birdsell, dans une moindre mesure que Bouchard et Parizeau, a une légère notoriété. Il est le huitième choix du repêchage et joue par la suite une saison dans la LCPH et deux autres dans la LAH.
| Rang | Équipe                      | Nationalité | Joueur          | Repêché de                   |
| ---- | --------------------------- | ----------- | --------------- | ---------------------------- |
| 6    | Rangers de New York         | Canada      | George Surmay   | Équipe juvénile de Kelvin    |
| 7    | Black Hawks de Chicago      | Canada      | Brian McKenney  | Bears de Smith Falls         |
| 8    | Red Wings de Détroit        | Canada      | Bob Birdsell    | Stettler                     |
| 9    | Bruins de Boston            | Canada      | Bill Ramsay     | Équipe junior de Winnipeg    |
| 10   | Rangers de New York         | Canada      | Michel Parizeau | Rangers junior B de Montréal |
| 11   | Hornets de Pittsburgh (LAH) | Canada      | Gary Beattie    | Équipe junior C de Gananoque |

## Statistiques des joueurs
Cette section présente les statistiques des joueurs repêchés en 1965 et ayant par la suite eu une carrière professionnelle que ce soit dans la LNH ou dans l'AMH, les deux ligues principales d'Amérique du Nord à cette époque.
| Choix | Joueur          | Équipes                          | Ligue |     | Saison régulière | Saison régulière | Saison régulière | Saison régulière | Saison régulière |    | Séries éliminatoires | Séries éliminatoires | Séries éliminatoires | Séries éliminatoires | Séries éliminatoires |                     | Première saison | Dernière saison | Honneurs |
| Choix | Joueur          | Équipes                          | Ligue | PJ  | B                | A                | Pts              | Pun              | PJ               | B  | A                    | Pts                  | Pun                  |                      |                      |                     | Première saison | Dernière saison | Honneurs |
| 5     | Pierre Bouchard | Montréal - Washington            | LNH   | 595 | 24               | 82               | 106              | 433              | 76               | 3  | 10                   | 13                   | 56                   | 1970-1971            | 1981-1982            | Cinq Coupes Stanley |                 |                 |          |
| 10    | Michel Parizeau | Saint-Louis - Philadelphie       | LNH   | 58  | 3                | 14               | 17               | 18               | 0                | 0  | 0                    | 0                    | 0                    | 1971-1972            | 1971-1972            | -                   |                 |                 |          |
| 10    | Michel Parizeau | Québec - Indianapolis Cincinnati | AMH   | 509 | 142              | 252              | 394              | 318              | 33               | 10 | 14                   | 24                   | 24                   | 1972-1973            | 1978-1979            | -                   |                 |                 |          |